# Liste des membres de la troisième législature du Parlement écossais
Cette liste présente les 129 membres de la troisième législature du Parlement écossais élus lors des Élections parlementaires écossaises de 2007 ainsi que les modifications intervenues en cours de législature.

## Liste des membres

### Liste
| Circonscription                          | Nom                 | Portrait | Parti | Parti                   | Naissance         | Ville               | Pays/Région |
| ---------------------------------------- | ------------------- | -------- | ----- | ----------------------- | ----------------- | ------------------- | ----------- |
| Aberdeen Central                         | Lewis Macdonald     |          |       | Parti travailliste      | 1er janvier 1957  | Stornoway           | Écosse      |
| Aberdeen North                           | Brian Adam          |          |       | Parti national écossais | 10 juin 1948      | New Mill            | Écosse      |
| Aberdeen South                           | Nicol Stephen       |          |       | LibDems                 | 23 mars 1960      | Aberdeen            | Écosse      |
| Airdrie and Shotts                       | Karen Whitefield    |          |       | Parti travailliste      | 8 janvier 1970    | Bellshill           | Écosse      |
| Angus                                    | Andrew Welsh        |          |       | Parti national écossais | 1er janvier 1944  | Glasgow             | Écosse      |
| Argyll and Bute                          | Jim Mather          |          |       | Parti national écossais | 6 mars 1947       | Lochwinnoch         | Écosse      |
| Ayr                                      | John Scott          |          |       | Parti conservateur      | 7 juin 1951       | Ayr                 | Écosse      |
| Banff and Buchan                         | Stewart Stevenson   |          |       | Parti national écossais | 15 octobre 1946   | Édimbourg           | Écosse      |
| Caithness, Sutherland and Easter Ross    | Jamie Stone         |          |       | LibDems                 | 16 juin 1954      | Édimbourg           | Écosse      |
| Carrick, Cumnock and Doon Valley         | Cathy Jamieson      |          |       | Parti travailliste      | 3 novembre 1956   | Kilmarnock          | Écosse      |
| Central Fife                             | Tricia Marwick      |          |       | Parti national écossais | 5 novembre 1953   | Cowdenbeath         | Écosse      |
| Clydebank and Milngavie                  | Des McNulty         |          |       | Parti travailliste      | 28 juillet 1952   | Stockport           | Angleterre  |
| Clydesdale                               | Karen Gillon        |          |       | Parti travailliste      | 18 août 1967      | Jedburgh            | Écosse      |
| Coatbridge and Chryston                  | Elaine Smith        |          |       | Parti travailliste      | 7 mai 1963        | Coatbridge          | Écosse      |
| Cumbernauld and Kilsyth                  | Cathie Craigie      |          |       | Parti travailliste      | 14 avril 1954     | Stirling            | Écosse      |
| Cunninghame North                        | Kenneth Gibson      |          |       | Parti national écossais | 8 septembre 1961  | Paisley             | Écosse      |
| Cunninghame South                        | Irene Oldfather     |          |       | Parti travailliste      | 1er janvier 1954  | Glasgow             | Écosse      |
| Dumbarton                                | Jackie Baillie      |          |       | Parti travailliste      | 15 janvier 1964   | Hong Kong           | Hong Kong   |
| Dumferline East                          | Helen Eadie         |          |       | Parti travailliste      | 7 mars 1947       | Stenhousemuir       | Écosse      |
| Dumferline West                          | Jim Tolson          |          |       | LibDems                 | 26 mai 1965       | Glasgow             | Écosse      |
| Dumfries                                 | Elaine Murray       |          |       | Parti travailliste      | 22 décembre 1954  | Hitchin             | Angleterre  |
| Dundee East                              | Shona Robison       |          |       | Parti national écossais | 26 mai 1966       | Redcar              | Angleterre  |
| Dundee West                              | Joe FitzPatrick     |          |       | Parti national écossais | 1er avril 1967    | Dundee              | Écosse      |
| East Kilbride                            | Andy Kerr           |          |       | Parti travailliste      | 17 mars 1962      | East Kilbride       | Écosse      |
| East Lothian                             | Iain Gray           |          |       | Parti travailliste      | 7 juin 1957       | Édimbourg           | Écosse      |
| Eastwood                                 | Ken Macintosh       |          |       | Parti travailliste      | 15 janvier 1962   | Inverness           | Écosse      |
| Edinburgh Central                        | Sarah Boyack        |          |       | Parti travailliste      | 16 mai 1961       | Glasgow             | Écosse      |
| Edinburgh East and Musselburgh           | Kenny MacAskill     |          |       | Parti national écossais | 28 avril 1958     | Édimbourg           | Écosse      |
| Edinburgh North and Leith                | Malcolm Chisholm    |          |       | Parti travailliste      | 7 mars 1949       | Édimbourg           | Écosse      |
| Edinburgh Pentlands                      | David McLetchie     |          |       | Parti conservateur      | 6 août 1952       | Édimbourg           | Écosse      |
| Edinburgh South                          | Mike Pringle        |          |       | LibDems                 | 25 décembre 1945  | Lusaka              | Zambie      |
| Edinburgh West                           | Margaret Smith      |          |       | LibDems                 | 18 février 1961   | Édimbourg           | Écosse      |
| Falkirk East                             | Cathy Peattie       |          |       | Parti travailliste      | 24 novembre 1951  | Grangemouth         | Écosse      |
| Falkirk West                             | Michael Matheson    |          |       | Parti national écossais | 8 septembre 1970  | Glasgow             | Écosse      |
| Galloway and Upper Nithsdale             | Alex Fergusson      |          |       | Parti conservateur      | 8 avril 1949      | Leswalt             | Écosse      |
| Glasgow Anniesland                       | Bill Butler         |          |       | Parti travailliste      | 30 mars 1956      | Glasgow             | Écosse      |
| Glasgow Baillieston                      | Margaret Curran     |          |       | Parti travailliste      | 24 novembre 1958  | Glasgow             | Écosse      |
| Glasgow Cathcart                         | Charlie Gordon      |          |       | Parti travailliste      | 28 octobre 1951   | Glasgow             | Écosse      |
| Glasgow Govan                            | Nicola Sturgeon     |          |       | Parti national écossais | 19 juillet 1970   | Irvine              | Écosse      |
| Glasgow Kelvin                           | Pauline McNeill     |          |       | Parti travailliste      | 12 septembre 1962 | Glasgow             | Écosse      |
| Glasgow Maryhill                         | Patricia Ferguson   |          |       | Parti travailliste      | 24 septembre 1958 | Glasgow             | Écosse      |
| Glasgow Pollok                           | Johann Lamont       |          |       | Parti travailliste      | 11 juillet 1957   | Glasgow             | Écosse      |
| Glasgow Rutherglen                       | James Kelly         |          |       | Parti travailliste      | 23 octobre 1963   | Glasgow             | Écosse      |
| Glasgow Shettleston                      | Frank McAveety      |          |       | Parti travailliste      | 27 juillet 1962   | Glasgow             | Écosse      |
| Glasgow Springburn                       | Paul Martin         |          |       | Parti travailliste      | 17 juillet 1967   | Glasgow             | Écosse      |
| Gordon                                   | Alex Salmond        |          |       | Parti national écossais | 31 décembre 1954  | Linlithgow          | Écosse      |
| Greenock and Inverclyde                  | Duncan McNeil       |          |       | Parti travailliste      | 7 septembre 1950  | Greenock            | Écosse      |
| Hamilton North and Bellshill             | Michael McMahon     |          |       | Parti travailliste      | 18 septembre 1961 | Hamilton            | Écosse      |
| Hamilton South                           | Tom McCabe          |          |       | Parti travailliste      | 28 avril 1954     | Hamilton            | Écosse      |
| Inverness East, Nairn and Lochaber       | Fergus Ewing        |          |       | Parti national écossais | 23 septembre 1957 | Glasgow             | Écosse      |
| Kilmarnock and Loudoun                   | Willie Coffey       |          |       | Parti national écossais | 24 mai 1958       | Glasgow             | Écosse      |
| Kirkcaldy                                | Marilyn Livingstone |          |       | Parti travailliste      | 30 septembre 1952 | Kirkcaldy           | Écosse      |
| Linlithgow                               | Mary Mulligan       |          |       | Parti travailliste      | 12 février 1960   | Liverpool           | Angleterre  |
| Livingston                               | Angela Constance    |          |       | Parti national écossais | 15 juillet 1970   | Blackburn           | Écosse      |
| Midlothian                               | Rhona Brankin       |          |       | Parti travailliste      | 19 janvier 1950   | Glasgow             | Écosse      |
| Moray                                    | Richard Lochhead    |          |       | Parti national écossais | 24 mai 1969       | Paisley             | Écosse      |
| Motherwell and Wishaw                    | Jack McConnell      |          |       | Parti travailliste      | 30 juin 1960      | Irvine              | Écosse      |
| North East Fife                          | Iain Smith          |          |       | LibDems                 | 1er mai 1960      | Gateside            | Écosse      |
| North Tayside                            | John Swinney        |          |       | Parti national écossais | 13 avril 1964     | Édimbourg           | Écosse      |
| Ochil                                    | Keith Brown         |          |       | Parti national écossais | 20 décembre 1961  | Édimbourg           | Écosse      |
| Orkney                                   | Liam McArthur       |          |       | LibDems                 | 8 août 1967       | Édimbourg           | Écosse      |
| Paisley North                            | Wendy Alexander     |          |       | Parti travailliste      | 27 juin 1963      | Glasgow             | Écosse      |
| Paisley South                            | Hugh Henry          |          |       | Parti travailliste      | 12 février 1952   | Glasgow             | Écosse      |
| Perth                                    | Roseanna Cunningham |          |       | Parti national écossais | 27 juillet 1951   | Glasgow             | Écosse      |
| Ross, Skye and Inverness West            | John Farquhar Munro |          |       | LibDems                 | 26 août 1934      | Glen Shiel          | Écosse      |
| Roxburgh and Berwickshire                | John Lamont         |          |       | Parti conservateur      | 15 avril 1976     | Glasgow             | Écosse      |
| Shetland                                 | Tavish Scott        |          |       | LibDems                 | 6 mai 1966        | Inverness           | Écosse      |
| Stirling                                 | Bruce Crawford      |          |       | Parti national écossais | 16 février 1955   | Perth               | Écosse      |
| Strathkelvin and Bearsden                | David Whitton       |          |       | Parti travailliste      | 22 avril 1952     | Forfar              | Angleterre  |
| Tweeddale, Ettrick and Lauderdale        | Jeremy Purvis       |          |       | LibDems                 | 15 janvier 1974   | Berwick-upon-Tweed  | Angleterre  |
| West Aberdeenshire and Kincardine        | Mike Rumbles        |          |       | LibDems                 | 10 juin 1956      | South Shields       | Angleterre  |
| Western Isles                            | Alasdair Allan      |          |       | Parti national écossais | 6 mai 1971        | Ashkirk             | Écosse      |
| West Renfrewshire                        | Trish Godman        |          |       | Parti travailliste      | 31 octobre 1939   | Govan               | Écosse      |
| Scrutin régional (Central Scotland)      | Linda Fabiani       |          |       | Parti national écossais | 14 décembre 1956  | Glasgow             | Écosse      |
| Scrutin régional (Central Scotland)      | Jamie Hepburn       |          |       | Parti national écossais | 21 mai 1979       | Glasgow             | Écosse      |
| Scrutin régional (Central Scotland)      | Christina McKelvie  |          |       | Parti national écossais | 4 mars 1968       | Glasgow             | Écosse      |
| Scrutin régional (Central Scotland)      | Margaret Mitchell   |          |       | Parti conservateur      | 15 novembre 1952  | Coatbridge          | Écosse      |
| Scrutin régional (Central Scotland)      | Alex Neil           |          |       | Parti national écossais | 22 août 1951      | Patna               | Écosse      |
| Scrutin régional (Central Scotland)      | Hugh O'Donnell      |          |       | LibDems                 | 1er mai 1952      | Glasgow             | Écosse      |
| Scrutin régional (Central Scotland)      | John Wilson         |          |       | Parti national écossais | 28 novembre 1956  | Glasgow             | Écosse      |
| Scrutin régional (Glasgow)               | Bill Aitken         |          |       | Parti conservateur      | 15 avril 1947     | Glasgow             | Écosse      |
| Scrutin régional (Glasgow)               | Robert Brown        |          |       | LibDems                 | 25 décembre 1947  | Newcastle upon Tyne | Angleterre  |
| Scrutin régional (Glasgow)               | Bob Doris           |          |       | Parti national écossais | 11 mai 1973       | Vale of Leven       | Écosse      |
| Scrutin régional (Glasgow)               | Patrick Harvie      |          |       | Parti vert écossais     | 18 mars 1973      | Vale of Leven       | Écosse      |
| Scrutin régional (Glasgow)               | Bill Kidd           |          |       | Parti national écossais | 24 juillet 1956   | Glasgow             | Écosse      |
| Scrutin régional (Glasgow)               | Bashir Ahmad        |          |       | Parti national écossais | 12 février 1940   | Amritsar            | Inde        |
| Scrutin régional (Glasgow)               | Sandra White        |          |       | Parti national écossais | 17 août 1951      | Glasgow             | Écosse      |
| Scrutin régional (Highlands and Islands) | Rob Gibson          |          |       | Parti national écossais | 10 octobre 1945   | Glasgow             | Écosse      |
| Scrutin régional (Highlands and Islands) | Rhoda Grant         |          |       | Parti travailliste      | 26 juin 1963      | Stornoway           | Écosse      |
| Scrutin régional (Highlands and Islands) | Jamie McGrigor      |          |       | Parti conservateur      | 19 octobre 1949   | Londres             | Angleterre  |
| Scrutin régional (Highlands and Islands) | Peter Peacock       |          |       | Parti travailliste      | 27 mai 1952       | Glasgow             | Écosse      |
| Scrutin régional (Highlands and Islands) | Mary Scanlon        |          |       | Parti conservateur      | 25 mai 1947       | Dundee              | Écosse      |
| Scrutin régional (Highlands and Islands) | David Stewart       |          |       | Parti travailliste      | 5 mai 1956        | Glasgow             | Écosse      |
| Scrutin régional (Highlands and Islands) | Dave Thompson       |          |       | Parti national écossais | 20 septembre 1949 | Lossiemouth         | Écosse      |
| Scrutin régional (Lothians)              | Gavin Brown         |          |       | Parti conservateur      | 4 juin 1975       | Glasgow             | Écosse      |
| Scrutin régional (Lothians)              | Georges Foulkes     |          |       | Parti travailliste      | 21 janvier 1942   | Oswestry            | Angleterre  |
| Scrutin régional (Lothians)              | Robin Harper        |          |       | Parti vert écossais     | 4 août 1940       | Thurso              | Écosse      |
| Scrutin régional (Lothians)              | Fiona Hyslop        |          |       | Parti national écossais | 1er août 1964     | Irvine              | Écosse      |
| Scrutin régional (Lothians)              | Margo MacDonald     |          |       | Indépendant             | 19 avril 1943     | Hamilton            | Écosse      |
| Scrutin régional (Lothians)              | Ian McKee           |          |       | Parti national écossais | 1er janvier 1940  | South Shields       | Angleterre  |
| Scrutin régional (Lothians)              | Stefan Tymkewycz    |          |       | Parti national écossais | 18 septembre 1959 | Édimbourg           | Écosse      |
| Scrutin régional (Mid Scotland and Fife) | Claire Baker        |          |       | Parti travailliste      | 4 mars 1971       | Fife                | Écosse      |
| Scrutin régional (Mid Scotland and Fife) | Ted Brocklebank     |          |       | Parti conservateur      | 24 septembre 1942 | St Andrews          | Écosse      |
| Scrutin régional (Mid Scotland and Fife) | Murdo Fraser        |          |       | Parti conservateur      | 5 septembre 1965  | Inverness           | Écosse      |
| Scrutin régional (Mid Scotland and Fife) | Christopher Harvie  |          |       | Parti national écossais | 21 septembre 1944 | Motherwell          | Écosse      |
| Scrutin régional (Mid Scotland and Fife) | John Park           |          |       | Parti travailliste      | 14 septembre 1973 | Dunfermline         | Écosse      |
| Scrutin régional (Mid Scotland and Fife) | Richard Simpson     |          |       | Parti travailliste      | 22 octobre 1942   | Édimbourg           | Écosse      |
| Scrutin régional (Mid Scotland and Fife) | Elizabeth Smith     |          |       | Parti conservateur      | 27 février 1960   | Glasgow             | Écosse      |
| Scrutin régional (North East Scotland)   | Richard Baker       |          |       | Parti travailliste      | 29 mai 1974       | Édimbourg           | Écosse      |
| Scrutin régional (North East Scotland)   | Nigel Don           |          |       | Parti national écossais | 16 avril 1954     | Londres             | Angleterre  |
| Scrutin régional (North East Scotland)   | Marlyn Glen         |          |       | Parti travailliste      | 30 septembre 1951 | Dundee              | Écosse      |
| Scrutin régional (North East Scotland)   | Alex Johnstone      |          |       | Parti conservateur      | 31 juillet 1961   | Stonehaven          | Écosse      |
| Scrutin régional (North East Scotland)   | Alison McInnes      |          |       | LibDems                 | 17 juillet 1957   | Irvine              | Écosse      |
| Scrutin régional (North East Scotland)   | Nanette Milne       |          |       | Parti conservateur      | 27 avril 1942     | Aberdeen            | Écosse      |
| Scrutin régional (North East Scotland)   | Maureen Watt        |          |       | Parti national écossais | 23 juin 1951      | Aberdeen            | Écosse      |
| Scrutin régional (South of Scotland)     | Derek Brownlee      |          |       | Parti conservateur      | 10 août 1974      | Selkirk             | Écosse      |
| Scrutin régional (South of Scotland)     | Aileen Campbell     |          |       | Parti national écossais | 18 mai 1980       | Glasgow             | Écosse      |
| Scrutin régional (South of Scotland)     | Christine Grahame   |          |       | Parti national écossais | 9 septembre 1944  | Burton upon Trent   | Angleterre  |
| Scrutin régional (South of Scotland)     | Jim Hume            |          |       | LibDems                 | 4 novembre 1962   | Peebles             | Écosse      |
| Scrutin régional (South of Scotland)     | Adam Ingram         |          |       | Parti national écossais | 1er mai 1951      | Kilmarnock          | Écosse      |
| Scrutin régional (South of Scotland)     | Alasdair Morgan     |          |       | Parti national écossais | 21 avril 1945     | Aberfeldy           | Écosse      |
| Scrutin régional (South of Scotland)     | Michael Russell     |          |       | Parti national écossais | 9 août 1953       | Bromley             | Angleterre  |
| Scrutin régional (West of Scotland)      | Jackson Carlaw      |          |       | Parti conservateur      | 12 avril 1959     | Glasgow             | Écosse      |
| Scrutin régional (West of Scotland)      | Ross Finnie         |          |       | LibDems                 | 11 février 1947   | Greenock            | Écosse      |
| Scrutin régional (West of Scotland)      | Annabel Goldie      |          |       | Parti conservateur      | 27 février 1950   | Glasgow             | Écosse      |
| Scrutin régional (West of Scotland)      | Stewart Maxwell     |          |       | Parti national écossais | 24 décembre 1963  | Glasgow             | Écosse      |
| Scrutin régional (West of Scotland)      | Stuart McMillan     |          |       | Parti national écossais | 1er janvier 1972  | Barrow-in-Furness   | Angleterre  |
| Scrutin régional (West of Scotland)      | Gil Paterson        |          |       | Parti national écossais | 11 novembre 1942  | Glasgow             | Écosse      |
| Scrutin régional (West of Scotland)      | Bill Wilson         |          |       | Parti national écossais | 11 décembre 1963  | Paisley             | Écosse      |

### Données
| Parti | Parti                       | Circ. | Reg. | Total | +/-        |
| ----- | --------------------------- | ----- | ---- | ----- | ---------- |
|       | Parti national écossais     | 21    | 26   | 47    | 21         |
|       | Parti travailliste écossais | 37    | 9    | 46    | 4          |
|       | Parti conservateur          | 4     | 13   | 17    | 1          |
|       | Démocrates libéraux         | 11    | 5    | 16    | 1          |
|       | Parti vert écossais         | 0     | 2    | 2     | 5          |
|       | Parti socialiste écossais   | 0     | 0    | 0     | 4          |
|       | Indépendants                | 0     | 1    | 1     | 5          |
|       | Solidarité                  | 0     | 0    | 0     | 2          |
|       | Parti des séniors écossais  | 0     | 0    | 0     | 1          |
| Total | Total                       | 73    | 56   | 129   | stagnation |

## Modifications en cours de législature

### Élections partielles
Aucune élection partielle n'a eu lieu durant cette législature.

### Remplacements régionaux
| Date           | Région   | Membre sortant   | Parti | Parti                   | Membre remplaçant       | Parti | Parti                   |
| -------------- | -------- | ---------------- | ----- | ----------------------- | ----------------------- | ----- | ----------------------- |
| 31 août 2007   | Lothians | Stefan Tymkewycz |       | Parti national écossais | Shirley-Anne Somerville |       | Parti national écossais |
| 6 février 2009 | Glasgow  | Bashir Ahmad     |       | Parti national écossais | Anne McLaughlin         |       | Parti national écossais |

### Défections
Aucune défection n'a eu lieu durant cette législature.

### Données
| Parti | Parti                       | En 2003 | Après | +/-        |
| ----- | --------------------------- | ------- | ----- | ---------- |
|       | Parti national écossais     | 47      | 47    | stagnation |
|       | Parti travailliste écossais | 46      | 46    | stagnation |
|       | Parti conservateur          | 17      | 17    | stagnation |
|       | Démocrates libéraux         | 16      | 16    | stagnation |
|       | Parti vert écossais         | 2       | 2     | stagnation |
|       | Indépendants                | 1       | 1     | stagnation |